# Jochen Schönleber
Jochen Schönleber (* 3. Juni 1959 in Tübingen) ist ein deutscher Opernregisseur und Intendant des Festivals Rossini in Wildbad.

## Leben
Schönleber wuchs auf in Tailfingen und Sindelfingen, wo er seine Leidenschaft zur Kamera und zum Theater entwickelte. Nach frühen Filmarbeiten, geisteswissenschaftlichem Studium an der Eberhard-Karls-Universität in Tübingen und Stipendien am Istituto Italiano per gli Studi Filosofici in Neapel wurde er Assistent bei Juri Ljubimow an den Staatsopern in Stuttgart und Karlsruhe; außerdem war er Produktionsleiter bei den Landeskunstwochen in Tübingen. Von 1987 bis 1993 war im Kulturamt seiner Heimatstadt Sindelfingen zuständig für Kammeropern, den internationalen Konzertring, und hatte zusätzlich die Position des künstlerischen Leiters des dortigen Theaterkellers inne. Seit dieser Zeit ist er als Regisseur im Bereich Sprech- und Musiktheater aktiv, bis 2009 häufig gemeinsam mit der Dramaturgin Annette Hornbacher.
Schönleber ist seit 1992 künstlerischer Leiter des Opernfestivals Rossini in Wildbad und seit 2000 dessen Intendant. Er hat das Festival zu einer weltweit renommierten Experimentierstätte für Belcanto-Talente, für Werke Rossinis, für unbekannte Stücke und das gesamte Belcanto-Repertoire entwickelt. Seit 2004 ist er auch Direktor der Akademie BelCanto.
Seine Inszenierungsliste umfasst unter anderem Kassandra (1988), Weiße Rose (1989), Maria Stuart (1990). Bei Rossini in Wildbad Edipo a Colono (1992), Die himmlische Hochzeit/Le Nozze di Teti e di Peleo (1994), Sigismondo (1995), Eduardo e Cristina (1997), L’accademia di musica (2003), Semiramide (2005), Mosè in Egitto (2006), Il signor Bruschino (2009), La Cenerentola (2010), Il turco in Italia (2011), I briganti (2012) und die erste vollständige Aufführung von Rossinis Monumentalwerk Guillaume Tell (2013).